# Lukoil Racing
Lukoil Racing – rosyjski zespół wyścigowy założony w 1997 roku. Nazwa zespołu odnosi się do jego głównego sponsora, przedsiębiorstwa naftowego Łukoil. W 2013 roku, kiedy to AwtoWAZ (producent samochodów marki Łada) zaangażował się w World Touring Car Championship (WTCC), zespół został przez niego przejęty, lecz Łukoil pozostał sponsorem tytularnym.
W ostatnich latach ekipa zajęła się przede wszystkim startami w WTCC. W przeszłości startowała głównie w rosyjskich seriach wyścigowych (Russian Touring Car Championship, Rosyjska Formuła 1600, Russian Honda Civic Cup, Rosyjska Formuła 3, Formuła RUS oraz Supertourism), ale też w Europejskim Pucharze Formuły Renault 2.0, Fińskiej Formule 3 i Włoskiej Formule 3.
Od 2003 roku zespół prowadzi program wspierający młodych kierowców, głównie z Rosji. Należeli do niego Daniił Kwiat, Siergiej Sirotkin, Michaił Aloszyn, a także Yvan Muller (mistrz WTCC).